# Mark Blundell
Mark Blundell (Barnet, 8 de abril de 1966) é um piloto automobilístico britânico que disputou provas de Fórmula 1, carros esportivos e CART (Champ Car) entre 1991 e 2003. Até 2008, foi comentarista da rede de televisão ITV. Está casado e tem dois filhos.

## Início de carreira
Blundell iniciou a carreira em 1980, aos 14 anos, participando de corridas de motocross na Inglaterra. Conseguiu logo bons resultados e tornou-se um dos corredores de destaque do Reino Unido, além de vencer alguns campeonatos. Aos 17 anos de idade ele trocou a moto pela Fórmula Ford britânica. Novamente, ele foi recompensado com um sucesso instantâneo e em sua primeira temporada ele terminou em segundo lugar no Campeonato Britânico Júnior de Fórmula Ford (apesar das 25 vitórias e 24 poles). No ano seguinte, Mark venceu os campeonatos britânicos Esso e o Snetterton FF1600. No ano seguinte, ele foi para a categoria de maior potência da FF2000 e de imediato venceu a série BBC Grandstand. Mesmo retornando para a FF1600, para a disputa do Campeonato Europeu, conseguiu a pole e terminou a temporada na quarta colocação. Em 1986, participou de outro campeonato na FF2000 e desta vez ele conseguiu o título europeu.
A partir deste ponto em sua carreira, Blundell decidiu que deveria continuar com seus bons resultados e transferiu-se para as corridas internacionais. Ele pulou a tradicional etapa da Fórmula 3 e uniu-se a TOMS-Toyota na Fórmula 3000. Apesar de estar em uma equipe recém-formada e de ter à disposição um carro não competitivo, ele demonstrou incrível talento e conseguiu uma série de bons resultados, incluindo algumas vitórias. Mesmo tendo participado de poucas corridas na F-3, ele também mostrou lá as suas habilidades. Em 1987 ele assinou contrato com a equipe Lola, naquela época uma das maiores da série. Em uma temporada muito disputada, Blundell terminou a competição com um respeitável sexto lugar.

## Fórmula 1

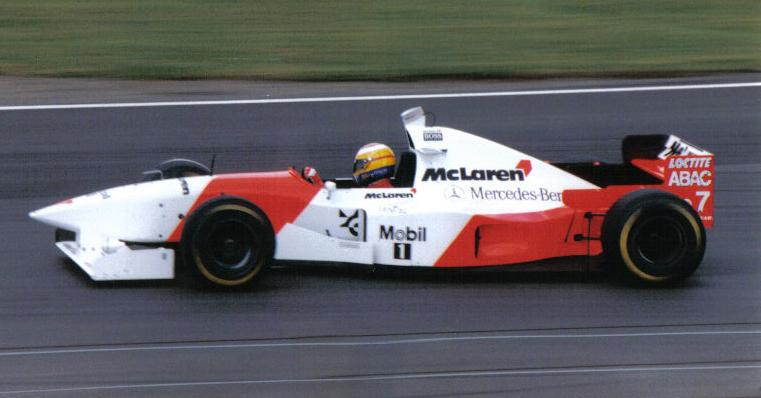
Blundell pilota o carro da McLaren no GP da Inglaterra de 1995.

No ano seguinte, assinou contrato com a equipe de carros esportivos da Nissan e também foi piloto de testes de uma das melhores equipes da Fórmula 1, a Williams. Em 1990, Blundell abandonou a F-3000 para se concentrar nas corridas de carros esportivos. Naquele mesmo ano, ele firmou um novo recorde de volta mais rápida e conseguiu a pole position na prestigiada corrida de 24 Horas de Le Mans — sendo o piloto mais jovem a conseguir tal feito.
1991 marcou o maior impulso na carreira de Mark: a sua estreia na Fórmula 1. Em sua temporada de estreia, a melhor colocação do piloto inglês foi um 6º lugar na Bélgica, pela decadente equipe Brabham, e a conquista de seu primeiro ponto no campeonato, terminando em 19º na classificação final. Embora ainda permanecesse contratado como piloto de testes da Williams, na temporada seguinte, ele foi afetado pela grave crise financeira pelo qual passou a Brabham e ficou fora da temporada de 1992. Ele, contudo, conseguiu assinar um contrato para ser o piloto de testes da McLaren. Em paralelo com as funções na equipe de Woking, ele também continuou correndo com os carros esportivos. Naquele ano, com a equipe Peugeot, venceu as 24 Horas de Le Mans em parceria com o compatriota Derek Warwick e o francês Yannick Dalmas.
Em 1993, Mark continuava a ser destaque no automobilismo. Na tradicional equipe Ligier, ele obteve os seus dois primeiros podiuns: 3º: na África do Sul e na Alemanha. Ele acabou terminando em 10º no final do Campeonato Mundial com 10 pontos. Seu contrato com a Ligier durou um ano e em 1994 fechou com outra equipe de tradição, a Tyrrell. O ano não foi de tanto sucesso como havia sido o ano anterior, mas Blundell conseguiu ainda um pódio, no GP da Espanha, com o 3º lugar (último na carreira e da equipe na Fórmula 1). Terminou em 12º no campeonato com 8 pontos.
No final da temporada, devido à falta de patrocinadores, a Tyrrell dispensou-o. A demissão, surpreendentemente, acabaria beneficiando Blundell, que voltaria à McLaren para ser o test-driver em 1995; seu compatriota Nigel Mansell, alegando falta de espaço em seu carro, é afastado e Blundell foi chamado para ocupar o lugar do "Leão" na equipe nos GPs do Brasil e da Argentina. O campeão de 1992 voltaria nas etapas de San Marino e Barcelona, mas não é bem sucedido e encerra sua carreira na F-1, fazendo com que Blundell fosse efetivado como titular, tendo o futuro bicampeão mundial Mika Häkkinen como seu companheiro na escuderia. O inglês somou cinco pontos no campeonato e terminou mais uma vez em 10º lugar e 13 pontos. Foi o último ano de Mark Blundell na Fórmula 1, uma vez que o escocês David Coulthard assinou contrato com a McLaren. Ainda em 1995, ele ainda manteve o seu bom desempenho nas corridas de carros esportivos com um 4º lugar conseguido em Le Mans.

### CART
Fora da Fórmula 1, Blundell mudou-se para os Estados Unidos e uniu-se à equipe PacWest Racing, com outro ex-piloto de F-1, Maurício Gugelmin, ao seu lado. Um acidente na etapa do Rio de Janeiro fez com que o inglês tivesse a vaga ocupada pelo italiano Teo Fabi, e, recuperado, disputaria o restante do campeonato, obtendo 2 quintos lugares como melhor resultado.
1997 foi um ano de sucessos para Blundell, que venceu as corridas de Portland, Toronto e Fontana ficando em sexto no campeonato. Naquele ano ele também foi considerado o Piloto Britânico do Ano pela revista Autosport. 1998, ao contrário da temporada anterior, não foi um ano bom para o piloto inglês, que ficou em décimo-oitavo lugar (melhor resultado: sexto lugar em Fontana) e depois de uma série de acidentes no início de 1999, foi substituído pelo brasileiro Roberto Pupo Moreno em 8 etapas e o inglês acabou ficando em um modesto 23º lugar na tabela do campeonato (melhor resultado: 8º lugar em Homestead), com apenas 9 pontos.
Ele ainda disputaria a temporada de 2000, aos 34 anos, novamente com a PacWest. Porém, esta foi também outra temporada de insucessos — 18 pontos, e a vigésima-primeira colocação no término do campeonato — o que ocasionou a sua saída da PacWest e o encerramento de sua carreira na CART.
Blundell ainda teria um último contato com a CART em 2002: testou o Lola-Ford da Dale Coyne para ajudar na preparação de seu compatriota Darren Manning para a primeira corrida de CART no Reino Unido, em Rockingham.

## De piloto a comentarista
Blundell novamente cruzou o Atlântico para se dedicar às corridas de carros esportivos. Ele não teve sucesso em Le Mans com a equipe MG Lola, embora ele e seus dois companheiros de equipe (Julian Bailey e Kevin McGarrity) tenham impressionado. Fora das pistas, Blundell juntou-se à ITV, uma emissora de televisão do Reino Unido, onde trabalhou como analista durante as temporadas de Fórmula 1 até 2008.
Desde 2001, o envolvimento de Blundell como piloto de corridas tem diminuído, com apenas participações ocasionais. Além do teste com a Dale Coyne, correu na etapa britânica do Campeonato Mundial de Rally.
Em 2003, ele obteve grandes conquistas com os carros esportivos. Juntamente com Johnny Herbert e David Brabham, ele terminou na vice-liderança das 24 Horas de Le Mans, pela Bentley. Ele também terminou na terceira colocação nas 12 Horas de Sebring.
Embora nunca tenha tido o sucesso de muitos de seus contemporâneos, Blundell conseguiu juntar uma extensa lista de triunfos. Com seus mais novos sucessos nos carros esportivos, parece que a corrida terá o prazer de sua presença por ainda muito mais anos.
Juntamente com o ex-corredor Martin Brundle, Blundell também dedicou seu tempo administrando uma companhia, a 2MB Sports Management, que mantém contratos com o ex-piloto de testes da McLaren, Gary Paffett e o ex-campeão da Fórmula 3 britânica, Mike Conway. A sociedade foi desfeita com a saída de Brundle, em janeiro de 2009.
Em outubro de 2011, após o acidente que matou seu compatriota Dan Wheldon no Grande Prêmio de Las Vegas, Blundell criticou a realização de corridas em circuito oval.

### 'Blundellismo'
O estilo de Mark de apresentar e comentar na TV assuntos ligados à Fórmula 1 tem cada vez mais aumentado a audiência de interessados por este tipo de esporte, particularmente através da internet. Por causa deste ato, chamado de "Blundellismo", Mark tem também recebido críticas por empregar em excesso a chamada "gramática coloquial".

### 24 Horas de Le Mans[4]
| Ano  | Nº | Equipe                           | Co-Pilotos                           | Chassi                      | Pneus | Classe | Voltas | Posição | Posição Na Categoria |
| Ano  | Nº | Equipe                           | Co-Pilotos                           | Motor                       | Pneus | Classe | Voltas | Posição | Posição Na Categoria |
| ---- | -- | -------------------------------- | ------------------------------------ | --------------------------- | ----- | ------ | ------ | ------- | -------------------- |
| 1989 | 24 | Nissan Motorsports               | Julian Bailey Martin Donnelly        | Nissan R89C                 | D     | C1     | 5      | DNF     | DNF                  |
| 1989 | 24 | Nissan Motorsports               | Julian Bailey Martin Donnelly        | Nissan VRH35Z 3.5L Turbo V8 | D     | C1     | 5      | DNF     | DNF                  |
| 1990 | 24 | Nissan Motorsports International | Julian Bailey Gianfranco Brancatelli | Nissan R90CK                | D     | C1     | 142    | DNF     | DNF                  |
| 1990 | 24 | Nissan Motorsports International | Julian Bailey Gianfranco Brancatelli | Nissan VRH35Z 3.5L Turbo V8 | D     | C1     | 142    | DNF     | DNF                  |
| 1992 | 1  | Peugeot Talbot Sport             | Derek Warwick Yannick Dalmas         | Peugeot 905 Evo 1B          | M     | C1     | 352    | 1       | 1                    |
| 1992 | 1  | Peugeot Talbot Sport             | Derek Warwick Yannick Dalmas         | Peugeot SA35 3.5L V10       | M     | C1     | 352    | 1       | 1                    |
| 1995 | 24 | GTC Gulf Racing                  | Ray Bellm Maurizio Sala              | McLaren F1 GTR              | M     | GT1    | 291    | 4       | 3                    |
| 1995 | 24 | GTC Gulf Racing                  | Ray Bellm Maurizio Sala              | BMW S70 6.1L V12            | M     | GT1    | 291    | 4       | 3                    |
| 2001 | 33 | MG Sport & Racing Ltd.           | Julian Bailey Kevin McGarrity        | MG-Lola EX257               | M     | LMP675 | 92     | DNF     | DNF                  |
| 2001 | 33 | MG Sport & Racing Ltd.           | Julian Bailey Kevin McGarrity        | MG (AER) XP20 2.0L Turbo I4 | M     | LMP675 | 92     | DNF     | DNF                  |
| 2002 | 27 | MG Sport & Racing Ltd.           | Julian Bailey Kevin McGarrity        | MG-Lola EX257               | M     | LMP675 | 219    | DNF     | DNF                  |
| 2002 | 27 | MG Sport & Racing Ltd.           | Julian Bailey Kevin McGarrity        | MG (AER) XP20 2.0L Turbo I4 | M     | LMP675 | 219    | DNF     | DNF                  |
| 2003 | 8  | Team Bentley                     | David Brabham Johnny Herbert         | Bentley Speed 8             | M     | LMGTP  | 375    | 2       | 2                    |
| 2003 | 8  | Team Bentley                     | David Brabham Johnny Herbert         | Bentley 4.0L Turbo V8       | M     | LMGTP  | 375    | 2       | 2                    |

### CART[5]
| Ano  | Equipe  | Chassis | Motor    | Pneus | GP's | Vitórias | Poles | Pontos | Classificação |
| ---- | ------- | ------- | -------- | ----- | ---- | -------- | ----- | ------ | ------------- |
| 1996 | PacWest | Reynard | Ford     | G     | 13   | 0        | 0     | 41     | 16º           |
| 1997 | PacWest | Reynard | Mercedes | F     | 19   | 3        | 0     | 115    | 6º            |
| 1998 | PacWest | Reynard | Mercedes | F     | 19   | 0        | 0     | 36     | 18º           |
| 1999 | PacWest | Reynard | Mercedes | F     | 12   | 0        | 0     | 9      | 23º           |
| 2000 | PacWest | Reynard | Mercedes | F     | 20   | 0        | 0     | 18     | 21º           |

### Fórmula 1[6]
(legenda) 
| Ano  | Nome Oficial da Equipe        | Chassis         | Motor               | Pneus | 1       | 2       | 3       | 4       | 5      | 6       | 7       | 8       | 9       | 10      | 11     | 12      | 13      | 14      | 15      | 16      | 17     | Pontos | Posição |
| ---- | ----------------------------- | --------------- | ------------------- | ----- | ------- | ------- | ------- | ------- | ------ | ------- | ------- | ------- | ------- | ------- | ------ | ------- | ------- | ------- | ------- | ------- | ------ | ------ | ------- |
| 1991 | Motor Racing Developments Ltd | Brabham BT59Y   | Yamaha OX99 V12     | P     | EUA Ret | BRA Ret |         |         |        |         |         |         |         |         |        |         |         |         |         |         |        | 1      | 19º     |
| 1991 | Motor Racing Developments Ltd | Brabham BT60Y   | Yamaha OX99 V12     | P     |         |         | SMR 8º  | MON Ret | CAN NQ | MEX Ret | FRA Ret | GBR Ret | ALE 12º | HUN Ret | BEL 6º | ITA 12º | POR Ret | ESP Ret | JAP NPQ | AUS 17º |        | 1      | 19º     |
| 1993 | Ligier Gitanes Blondes        | Ligier JS39     | Renault RS5 V10     | G     | AFS 3º  | BRA 5º  | EUR Ret | SMR Ret | ESP 7º | MON Ret | CAN Ret | FRA Ret | GBR 7º  | ALE 3º  | HUN 7º | BEL 11º | ITA Ret | POR Ret | JAP 7º  | AUS 9º  |        | 10     | 10º     |
| 1994 | Tyrrell Racing Organisation   | Tyrrell 022     | Yamaha OX10B V10    | G     | BRA Ret | PAC Ret | SMR 9º  | MON Ret | ESP 3º | CAN 10º | FRA 10º | GBR Ret | ALE Ret | HUN 5º  | BEL 5º | ITA Ret | POR Ret | EUR 13º | JAP Ret | AUS Ret |        | 8      | 12º     |
| 1995 | Marlboro McLaren Mercedes     | McLaren MP4/10  | Mercedes FO 110 V10 | G     | BRA 6º  | ARG Ret |         |         |        |         |         |         |         |         |        |         |         |         |         |         |        | 13     | 10º     |
| 1995 | Marlboro McLaren Mercedes     | McLaren MP4/10B | Mercedes FO 110 V10 | G     |         |         |         |         | MON 5º | CAN Ret | FRA 11º | GBR 5º  | ALE Ret | HUN Ret | BEL 5º | ITA 4º  |         |         | PAC 9º  | JAP 7º  | AUS 4º | 13     | 10º     |
| 1995 | Marlboro McLaren Mercedes     | McLaren MP4/10C | Mercedes FO 110 V10 | G     |         |         |         |         |        |         |         |         |         |         |        |         | POR 9º  | EUR Ret |         |         |        | 13     | 10º     |